# Valabrega
Valabrega (en francès Vallabrègues) és un municipi francès situat al departament del Gard i a la regió d'Occitània.